# Teatro Sergio Magaña
El Teatro Sergio Magaña es un inmueble ubicado en la colonia Santa María la Ribera, en la Ciudad de México. Fue inaugurado como teatro el 26 de julio de 1991 y se caracteriza por abrir sus puertas a diversas disciplinas del arte y conocer las nuevas propuestas artísticas de la escena contemporánea.

## Historia
El teatro se encuentra erigido en un predio que era conocido como la Quinta San Miguel, a finales del siglo XIX. Manuela Chillarón adquirió la propiedad en el 1887. En 1901 se construyó ahí el Templo de Nuestra Señora de la Salud del Convento de las Siervas María.
Para el año de 1935, el presidente Lázaro Cárdenas del Río decretó el retiro del culto católico de este inmueble y lo comenzó a administrar la Secretaria de Hacienda y Crédito Público, convirtiéndose en un centro de enseñanza. Más tarde se convirtió en la Casa del Agrarista.
Jorge Vicario Román, pintor michoacano, realizó ocho murales en el interior del recinto en 1936, aquí plasmó la historia de nuestro país. En los años ochenta, este espacio fue administrado por la Compañía Nacional de Subsistencias Populares (CONASUPO), la cual lo renombró como Auditorio Roberto Amoros.
El edificio fue remodelado e inaugurado como recinto cultural el 26 de julio de 1991, aquí fue cuando tomó su nombre actual, con el propósito de reconocer a una figura del teatro del siglo XX, Sergio Magaña. La primera propuesta escénica fue Santísima, la cual contó con la dirección de Martha Luna, Arturo Nava como escenógrafo y actuaciones de Ernesto Laguardia, Alma Muriel, Claudia Guzmán y Óscar Narváez.
El teatro pasó por otro proceso de remodelación en 2005 en la cual se incluyó la galería en sus dos salas. Su reapertura al público fue el 25 de enero de 2006.

## Actualidad
En años recientes, el recinto cultural ha recibido propuestas de grandes figuras del teatro nacional como Jaime Chaubaud, Carlos Be, Alejandro Ricaño, Marco Antonio Silva, José Rivera Moya, Fernando Bonilla, José Caballero, Alberto Villareal, Antonio Zúñiga, Boris Schoemann, Alberto Lomnitz, Hilda Valencia, Martín Acosta y agrupaciones como el Colectivo Escénico El Arce, Seña y Verbo: Teatro de Sordos y la Compañía Nacional de Teatro.

El Teatro Sergio Magaña. Forma parte del Sistema de Teatros de la Ciudad de México de la Secretaría de Cultura de la Ciudad de México.

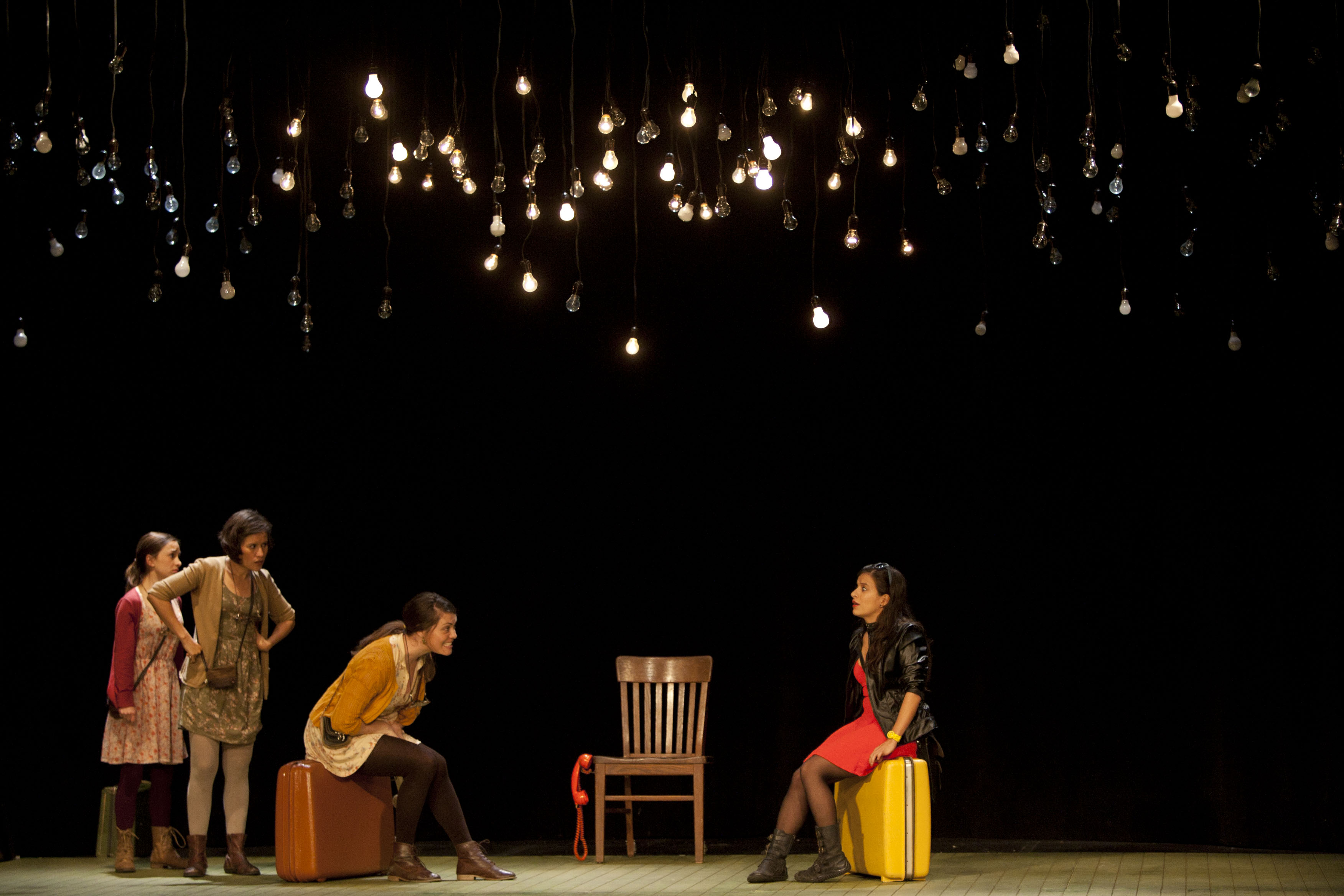
El amor de las luciérnagas en el Teatro Sergio Magaña